# Rathdowney
Rathdowney (irisch Ráth Domhnaigh, deutsch „Erdwerk (Ráth) um die Kirche“) ist eine Town im County Laois im zentralen Binnenland der Republik Irland.

## Lage
Rathdowney liegt etwa 32 Kilometer südwestlich von Portlaoise. In der Siedlung kreuzen die R433 und die R435. Der River Erkina fließt im Osten.

## Geschichte
Das namensgebende Ráth (das Erdwerk) wurde 1830 eingeebnet. Erwähnt wurde das Ráth bereits im späten 9. Jahrhundert nach den Annalen der vier Meister. 
1836 wurde das Rathpiper Castle abgebrochen.

## Sehenswürdigkeiten
- anglikanische Andreaskirche (Saint Andrew’s Church), Anfang des 19. Jahrhunderts erbaut
- katholische Dreifaltigkeitskirche, Neubau aus den 1950er Jahren

## Persönlichkeiten
- William Davin (1890–1956), Politiker der Irish Labour Party, Parlamentarischer Staatssekretär
- Dermot Boyle (1904–1993), Marschall der britischen Royal Air Force
- Nicholas Gorman (1930–1978), Geistlicher